# Heinrich Sigismund von der Heyde

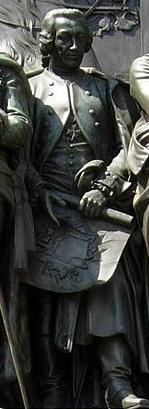
Heinrich Siegmund von der Heyde (1703–1765),
Abbild auf dem Sockel der Reiterstatue von Friedrich II. in Berlin. Die Statue hält hier den Plan von Kolberg in Händen.

Heinrich Sigismund von der Heyde, nach mehreren Quellen auch „von der Heyden“ bzw. „von Heyden“, (* 1703 in Tzschacksdorf in der Niederlausitz; † 4. Mai 1765 in Kolberg) war ein preußischer Offizier und Festungskommandant von Kolberg.

## Leben

### Herkunft und Familie
Er war der Sohn von Heinrich Siegmund von der Heyde, Erbherr auf Tzschacksdorf und Magdalene Sophie von Stutterheim aus dem Hause Sellendorf.

### Werdegang
Er trat 1718 in das Infanterie-Regiment Nr. 3 (Alt-Anhalt). 1726 wurde er Fähnrich, 1731 Seconde-Lieutenant, 1736 Premier-Lieutenant und 1740 Stabshauptmann. 1741 erhielt er seine erste Grenadierkompanie, mit der er auch im Ersten Schlesischen Krieg kämpfte. 1744 und 1745 fand er sich in Böhmen und Mähren. In der Schlacht bei Hohenfriedberg wurde er einige Male verletzt, blieb aber bis zum Schluss bei seiner Truppe. Es soll dann zu Unstimmigkeiten zwischen ihm und dem General Leopold von Anhalt-Dessau gekommen sein. So wechselte er 1747 ins Garnisonsregiment Nr. 2 (Röder). Dort wurde er am 5. Juni 1753 Major und Kommandeur einer Grenadierkompanie, die zum Grenadier-Regiment in Königsberg gehörte. Am 13. Dezember 1755 wurde er Kommandeur der Festung Groß Friedrichsburg bei Königsberg.
Im Jahre 1757 kämpfte er von hier gegen die einmarschierenden russischen Truppen, doch nach der Schlacht bei Groß-Jägersdorf und einem neuen russischen Vorstoß im Jahr 1758 musste er sich mit der Besatzung in die Festung Kolberg zurückziehen.

#### Kolberg 1. Belagerung
In Kolberg wurde er Vizekommandant und schon am 3. Oktober schloss der russische General Johann Palmbach die Festung ein. Er versuchte mehrere Angriffe und zog dann in der Nacht von 29. auf den 30. Oktober ab, auch ein Überraschungsangriff am 31. Oktober wurde von Heyden abgewehrt. Dafür wurde er vom König zum Oberst befördert und mit dem Pour le Mérite ausgezeichnet.

#### Kolberg 2. Belagerung

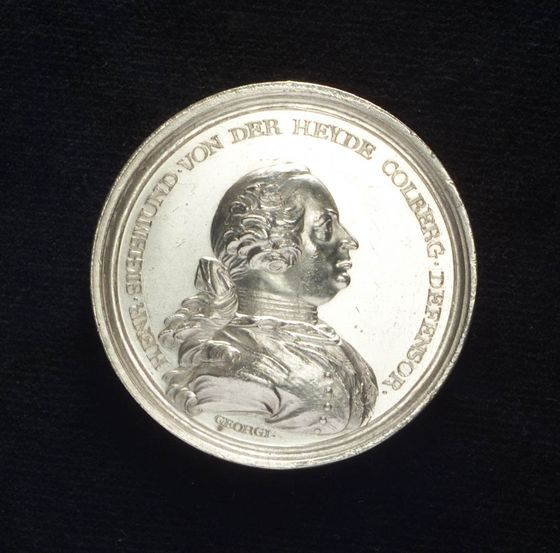
Gedenkmünze von 1760 aus dem National Maritime Museum, Greenwich, London

Am 26. August 1760 erfolgte die zweite Belagerung. Eine vereinte Streitmacht aus Schweden und Russen schloss die Festung zu Lande und zu Wasser ein. Heyden konnte aber Kolberg solange verteidigen bis am 18. September Entsatz durch den General Paul von Werner die Stadt erreichte und die gegnerischen Truppen flohen. Zu Andenken an diese Tat wurde eine Gedächtnismünze geprägt (Eigentlich Zwei: eine mit dem Abbild der Generals Werner, eine mit den Abbild des Oberst Heyden). Der König schickte eine goldene und zwanzig silberne Münzen mit einem persönlichen Dankschreiben an Heyden.

#### Kolberg 3. Belagerung
Der strategische Wert von Kolberg war für die Russen weiter hoch, und so kam es zu einer weiteren Belagerung unter General Romanzow am 3. September 1761. Dieses Mal sollte der General von Württemberg das Umland sichern. Doch auch er hatte bald mit Versorgungsproblemen zu kämpfen und musste letztlich abziehen. Den Truppen unter General von Platen gelang es zwar bis Kolberg durchzubrechen, doch ein Ausbruchsversuch am 17. Oktober scheiterte und Platen musste sich selbst in Sicherheit bringen. Am 17. Dezember 1761 musste die Festung wegen des Hungers kapitulieren.
Heyden ging in russische Kriegsgefangenschaft und die Russen konnten in Pommern überwintern.

#### Nach Kolberg
Nach dem Tod von Zarin Elisabeth kam der preußenfreundliche Peter III. an die Macht und beendete die Kampfhandlung, entließ die preußischen Kriegsgefangenen. Heyden wurde zunächst wieder in Königsberg in der Festung Friedrichsburg eingesetzt, aber im April 1763 starb der eigentliche Kommandant und Heyden wurde nun an seine Stelle berufen. Er konnte aber erst im August wieder nach Kolberg kommen. Er blieb hier Kommandant bis zu seinem Tod 1765 und wurde in der Marienkirche von Kolberg beerdigt.
Nach der zweiten Belagerung von Kolberg soll Friedrich gesagt haben: Ich bin nicht infaillible; in diesem Manne habe ich mich stark geirrt. Finanziell hat sich der Heldenmut von Heyden nicht ausgezahlt, er bekam als Kommandant ein Gehalt von 600 Talern die kurz vor seinem Tod noch auf 800 aufgestockt wurden.
Seine Taten haben die Menschen noch lange beeindruckt. So ist sein Abbild am Reiterstandbild Friedrichs des Großen verewigt.